# 반지희
반지희(1990년 11월 4일~)는 대한민국의 레이싱 모델이다.

## 학력
- 동덕여자대학교 모델학과 졸업

## 경력

### 레이싱모델 경력
- 2018년 - CJ대한통운 슈퍼레이스 챔피언십 금호타이어 레이싱모델
- 2014년 - 부산국제모터쇼 BMW 모델

## 수상
- 2017년 - 아시아모델페스티벌 레이싱모델부문 인기상

## 뮤직비디오
- 임봉 - Heart Attack